# Aamber Pegasus
Aamber Pegasus — домашний компьютер, впервые произведённый в Новой Зеландии в 1981 году компанией Technosys Research Labs.

## Описание
Аппаратное обеспечение было разработано Стюартом Дж. Холмсом. Программное обеспечение было разработано Полом Гиллингуотером, Найджелом Кимом и Полом Картером. Общее количество произведенных экземпляров неизвестно, но считается, что было продано «около сотни». Сетевая версия Aamber Pegasus обеспечивала подключение к серверу на базе SWTPC-6809.

## Спецификация
- Центральный процессор: Motorola MC6809C
- Оперативная память: 4 кб RAM, в поздних версиях 64 кб
- Средства ввода: QWERTY-матричная клавиатура
- Средства вывода: Телевизор с RF-модулятором